# Берти, Джузеппе
Джузеппе Берти (Giuseppe Berti; 22 июля 1902, Неаполь — 16 марта 1979, Рим) — итальянский политик и историк-марксист. Член Итальянской коммунистической партии с момента её основания (1921).

## Биография
Начал свою политическую активность в 17 лет в Палермо, где изучал право. Будучи молодым социалистом (членом Федерации социалистической молодёжи), основал революционный журнал Clartè (отсылка к одноимённому изданию Анри Барбюса), а также писал в Il Soviet Амадео Бордиги.
В январе 1921 года был среди делегатов, учредивших Коммунистическую партию Италии на XVII съезде Итальянской социалистической партии в Ливорно. Через месяц Берти стал секретарём Федерации коммунистической молодёжи Италии, а также редактором её еженедельника L’Avanguardia.
Близкий к позициям Анджело Таски Берти в мае 1923 года был арестован в Милане со всем комсомольским руководством, но все они были оправданы судом. В любом случае стало ясно, что фашистский режим начал репрессии, и в 1927 году Эрик (как Берти называли в подпольной структуре компартии), который к тому времени стал редактором партийной газеты «Унита», был вновь арестован, и на этот раз приговорен к трём годам заключения, которые отбывал в Устике, Понце и Пантеллерии.
В 1922 году он познакомился с Марией Барончини, на которой женился в мае 1927 года: в марте того же года родилась его дочь Винча.
Выйдя на свободу в 1930 году, Берти воссоединился с остатками партии в эмиграции в Москве, где был делегатом 5-го конгресса Коминтерна и членом секретариата Коммунистического интернационала молодёжи.
Между 1930 и 1931 годами представлял ИКП в Коминтерне, затем разделился между Москвой и Парижем, где руководил газетой левой эмиграции. Он также преподавал для подготовки новых коммунистических кадров. Отправленный из Москвы в Париж, он заменил Руджеро Гриеко в секретариате ИКП в апреле 1938 года.
После окончания отношений с Марией Барончини он женился на дочери Джузеппе Ди Витторио Балдине, с которой у них родилась дочь Сильвия. Он активно сотрудничает в Lo Stato operaio, а в конце 1930-х годов фактически является главой иностранного центра ИКП. После нацистского вторжения во Францию в 1940 году бежал в Соединенные Штаты Америки, где оставался на протяжении всей войны, организовывая антифашистские силы среди итальянской диаспоры Америки.
С 1948 по 1963 год избирался в парламент на Сицилии. Но уже в этот период больше времени уделял историческим и философским исследованиями, постепенно переходя от политической к академической деятельности.
Перу Берти принадлежат работы по истории Италии, местного революционного, рабочего, социалистического и коммунистического движения. На русский язык переведены его труды «Россия и итальянские государства в период Рисорджименто» (1957, русский перевод 1959; об истории русско-итальянских дипломатических отношений от начала XVIII века до объединения Италии) и «Демократы и социалисты в период Рисорджименто» (1963; русский перевод 1965; разбор политической борьбы и идейных концепций демократических кругов освободительного движения).
Одновременно он был первым национальным секретарём Ассоциации дружбы Италия-СССР и заведовал журналом Società.
Умер от сердечного приступа в Риме 16 марта 1979 года.

## Избранные труды
- Contro la guerra imperialista innalziamo la bandiera della guerra civile, Fgcd'I, 1932
- Giù le mani dalla Cina, Edizioni del Pcd'I, 1932
- A new Italy arises, New York, Workers Library, 1943
- L'antisovietismo contro l'Italia, Roma, U.E.S.I.S.A., s. d.
- La via della pace. Discorso di apertura al I Congresso nazionale Italia-URSS. Torino, Teatro Alfieri, 25 ottobre 1949, Roma, U.E.S.I.S.A., 1949
- Il pensiero democratico russo del XIX secolo, Firenze, Sansoni, 1950
- Per uno studio della vita e del pensiero di Antonio Labriola, Roma, 1954
- I democratici e l'iniziativa meridionale nel Risorgimento, Feltrinelli, Milano, 1962
- I primi dieci anni di vita del P.C.I. Documenti inediti dell'archivio Angelo Tasca, Milano, Feltrinelli, 1967

## Переводы произведений на русский
- Демократы и социалисты в период Рисорджименто
- Отношения между Россией и Итальянскими государствами (с конца XVIII в. до 1860 г.)
- Социалист-утопист 40-х годов XIX века Микеле Фодера